# Paul Garrigues
Pas d'image ? Cliquez ici

a Compétitions nationales et continentales officielles uniquement.

Paul Guarrigues surnommé Popaul, né le 10 juillet 1944 à Lavelanet-de-Comminges et mort le 16 octobre 2011 à Tournefeuille, est un joueur français de rugby à XV qui évolue au poste de deuxième ligne. Il effectue la majeure partie de sa carrière avec le Stade toulousain de 1964 à 1970.

## Biographie

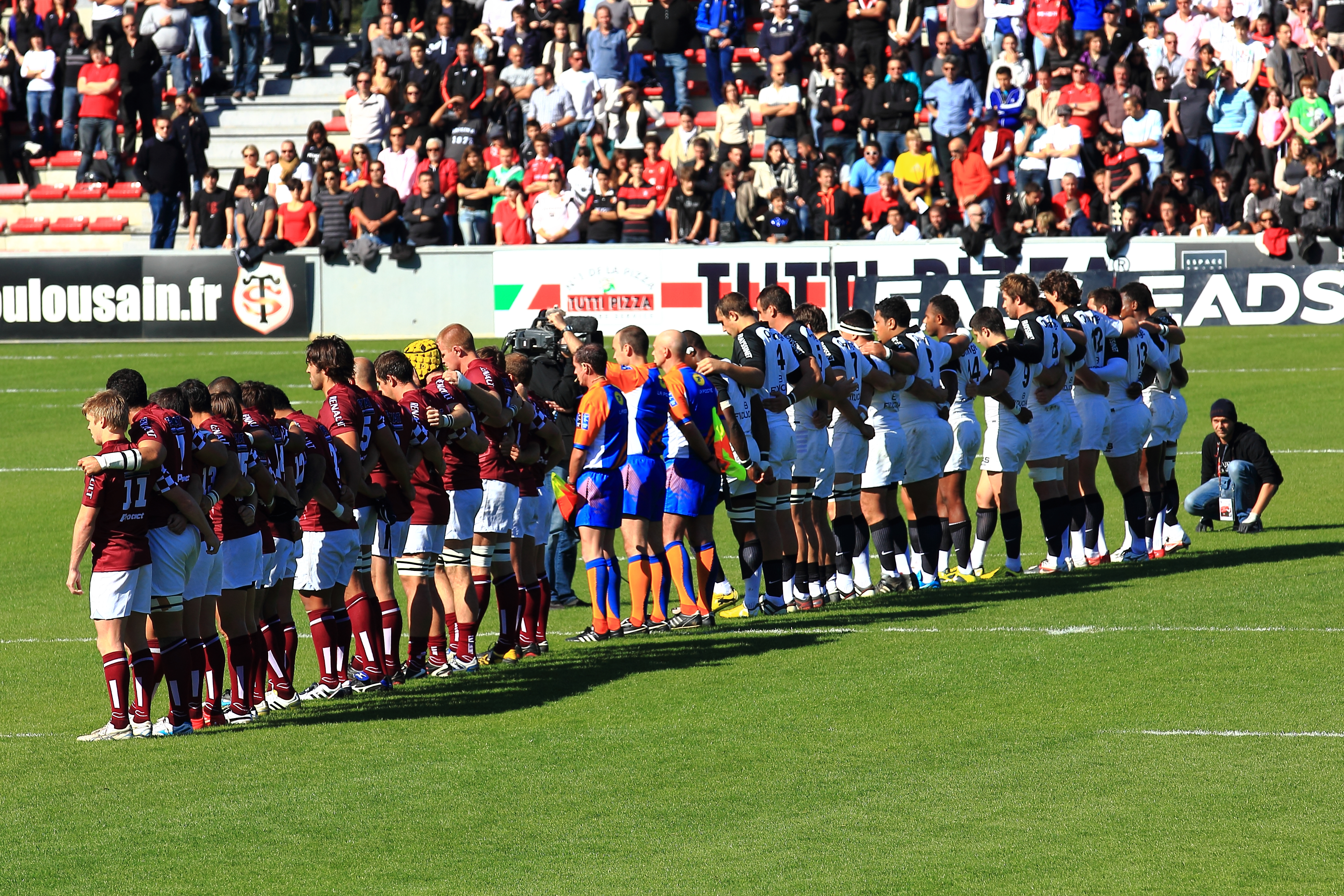
Les joueurs observent une minute de silence en hommage à Paul Garrigues lors du match de Top 14 entre Toulouse et Bordeaux-Bègles le 22 octobre 2011.

Né à Lavelanet-de-Comminges, Paul Guarrigues exerce la profession de technicien agricole. Également joueur de rugby à XV, il débute avec le Stade toulousain en 1964 à l'âge de 20 ans. Il reste neuf saisons avec le club toulousain, disputant 167 rencontres dont 121 en championnat de France. Il dispute notamment la finale du championnat en 1969 perdue 11 à 9 contre le CA Bordeaux-Bègles. En 1973, il rejoint le SC Pamiers avec qui il fait une bonne saison, atteignant les 16e de finale du championnat. Il reste au club appaméen jusqu'à la fin de la saison 1977-1978. Il revient alors à Toulouse et joue avec le TOEC. Dans les années 1990, il devient manager du Stade toulousain puis trésorier de l’Amicale des anciens du Stade. Il décède à l'âge de 67 ans dans la nuit du dimanche 16 au lundi 17 octobre 2011. Lors du match de Top 14 entre le Stade toulousain et Bordeaux-Bègles le 22 octobre suivant, les joueurs observent une minute de silence à sa mémoire en début de rencontre.

## Palmarès
- Finaliste du championnat de France en 1969